# اس-آدنوزیل‌متیونین سینتتاز
اِس-آدنوزیل‌متیونین سینتتاز (انگلیسی: S-adenosylmethionine synthetase enzyme) که با نام متیونین آدنوزیل‌ترانسفراز (MAT) هم شناخته می‌شود، یک آنزیم است واکنش ترکیب متیونین (یک اسید آمینه غیرقطبی) را با آدنوزین تری‌فسفات (واحدهای اصلی انرژی) و تشکیل اس-آدنوزیل متیونین (SAM) کاتالیزه می‌کند.

## عملکرد و اهمیت بالینی
اس-آدنوزیل متیونین (SAM) یک آنزیم محدودکنندهٔ سرعت در چرخهٔ متیونین و همچنین یک دهندهٔ گروه متیل است که در دی‌ان‌ای متیلاسیون و بیان ژن نقش دارد. این ماده همچنین در رونویسی ژن، تکثیر سلولی و ساخت متابولیت‌های ثانویه دخالت می‌کند. بنابراین آنزیم اس-آدنوزیل‌متیونین سینتتاز یکی از اهداف دارویی برای درمان افسردگی، زوال عقل، میلوپاتی واکوئولار، آسیب کبدی، میگرن، آرتروز و حتی داروی بالقوهٔ شیمی‌درمانی برای سرطان است.
این آنزیم واکنش شیمیایی زیر را تسهیل می‌کند:
آدنوزین تری‌فسفات + ال-متیونین + آب {\displaystyle \rightleftharpoons } فسفات + دی‌فسفات + اِس-آدنوزیل اِل-متیونین